# Dominique-Catherine de Pérignon
Dominique-Catherine de Pérignon, 1e markies van Grenade, (Grenade, 31 mei 1754 - Parijs, 25 december 1818) was een Frans militair en maarschalk van Frankrijk.

## Vroege jaren
Pérignon werd geboren in een lage adellijke Franse familie in Grenade. Na een lage rang te hebben verkregen in het grenadierkorps van Aquitanië nam hij ontslag en ging terug naar zijn landgoed. Na de Franse Revolutie, die Pérignon verwelkomde, kreeg hij in 1791 een zetel in de Wetgevende Vergadering. Al snel echter keerde hij deze politieke loopbaan de rug toe en begon hij een carrière in het leger.

## Franse revolutionaire oorlogen
In de tijd dat Pérignon in het leger kwam was revolutionair Frankrijk in conflict met veel andere Europese landen. Hij was in de periode 1793-1795 bevelhebber in het Leger van de Oostelijke Pyreneeën. Hij versloeg de Spanjaarden in de Slag bij Escola. Ook volgde hij Jacques François Dugommier op als divisiegeneraal na diens dood in de Slag bij San Lorenzo de la Muga. Na een langdurig beleg lukte het Pérignon verder nog Roses in te nemen. In 1796 werd hij gekozen door Haute-Garonne in de Raad van Vijfhonderd, een van de kamers van het parlement ten tijde van het Directoire. Ook werd hij ambassadeur in Spanje, in welke positie hij het Verdrag van San Ildefonso tegen Groot-Brittannië sloot.
In die jaren werd Pérignon beschuldigd van een smokkelaffaire en een affaire met een jonge royalistische spionne. In 1798 werd hij weer teruggeplaatst naar het leger in Ligurië. Hij werd gewond en gevangengenomen in de Slag bij Novi en keerde terug naar Frankrijk in 1800.

## Napoleon en de Restauratie
Pérignon was een groot medestander van Napoleon, die hem senator maakte in 1801, maarschalk van Frankrijk in 1804 en comte de l'Empire (graaf van het Keizerrijk) in 1805. Ook werd hij benoemd in het Franse Legioen van Eer. Van 1806 tot 1808 was hij gouverneur-generaal van Parma, Piacenza en Guastalla. Omdat in dit gebied niet veel later het koninkrijk Napels werd gesticht, raakte Pérignon goed bevriend met de koning van Napels, Joachim Murat.
In 1814 keerde hij terug naar Frankrijk en sloot zich bij de Restauratie aan bij Lodewijk XVIII. In ruil voor zijn steun kreeg Pérignon de titel markies van Grenade en ontving hij de Orde van de Heilige Lodewijk.
Louis Alexandre Berthier · Joachim Murat · Bon Adrien Jeannot de Moncey · Jean-Baptiste Jourdan · André Masséna · Pierre François Charles Augereau · Jean-Baptiste Bernadotte · Guillaume Brune · Nicolas Jean-de-Dieu Soult · Jean Lannes · Édouard Adolphe Casimir Joseph Mortier · Michel Ney · Louis Nicolas Davout · Jean-Baptiste Bessières · François Christophe Kellermann · François Joseph Lefebvre · Dominique-Catherine de Pérignon · Jean-Mathieu-Philibert Sérurier · Claude Victor-Perrin · Étienne Jacques Joseph Macdonald · Nicolas Charles Oudinot · Auguste de Marmont · Louis Gabriel Suchet · Laurent de Gouvion Saint-Cyr · Józef Poniatowski · Emmanuel de Grouchy
- Bibliothèque nationale de France: cb12247588x (data)
- Gemeinsame Normdatei: 119103222
- International Standard Name Identifier: 0000 0000 3061 2156
- Library of Congress Control Number: n93049074
- SNAC: w6684664
- Système universitaire de documentation: 031217958
- Virtual International Authority File: 22944029
- WorldCat: E39PBJrRkf9KK8wpHc7Wbj74MP